# 短柄披碱草
短柄披碱草（学名：Elymus brevipes），为禾本科披碱草属下的一个植物种。